# Rasklubb
Rasklubbar är avelsföreningar som tillvaratar intressen som rör hundraser. De flesta är anslutna till en nationell kennelklubb, som därmed auktoriserar verksamheten. Det finns även rasklubbar som är helt fristående, då räknas inte deras raser eller hundar som officiellt erkända. Rasklubbarna har ansvar för avelsprogram som syftar till att hålla efter sjukdomar och hålla ner inavelsgraden. Klubbarna anordnar även utställningar samt andra rasfrämjande aktiviteter, tävlingar och prov, till exempel jaktprov eller bruksprov. Däremot är det den nationella kennelklubben som har ansvar för rasstandard och stambok.
I Sverige finns två typer av rasklubbar: Specialklubbar som är anslutna direkt till Svenska Kennelklubben och rasklubbar som i sin tur är anslutna till specialklubbarna. Både specialklubbar och rasklubbar kan ha ansvar för såväl en som flera raser. Hur de fördelar uppgifter och ansvar sinsemellan varierar.
De svenska rasklubbarna och specialklubbarna med länkar återfinns i faktarutan i respektive rasartikel:
- Gruppindelning av hundraser
- Lista över hundraser efter ursprungsland
- Alfabetisk lista över hundraser

## Svenska specialklubbar med ansvar för mer än en ras
- Specialklubb för Kontinentala Fågelhundar (SKF)
- Specialklubben för Skällande Fågelhundar (SSF)
- Svenska Bassetklubben (SBaK)
- Svenska Bergs- och Herdehundsklubben (SBHK)
- Svenska Brukshundklubben (SBK)
- Svenska Dvärghundsklubben (SDHK)
- Svenska Gårds- och Vallhundsklubben (SGVK)
- Svenska Klubben för Ungerska Rashundar (Svk FUR)
- Svenska Polarhundklubben (SPHK)
- Svenska Pudelklubben (SPK)
- Svenska Schnauzer-Pinscherklubben (SSPK)
- Svenska Schwesshundklubben (SvSHK)
- Svenska Sennenhundklubben ((SShK)
- Svenska Spaniel- och Retrieverklubben (SSRK)
- Svenska Specialklubben för Drivande Vildsvinshundar
- Svenska Spets- och Urhundklubben (SSUK)
- Svenska Stövarklubben
- Svenska Taxklubben
- Svenska Terrierklubben (SvTeK)
- Svenska Vinthundklubben (SvVK)
- Svenska Vorstehklubben (SVK)
- Svenska Älghundklubben (SÄK)
- Svensk Specialklubb för Tibetanska Raser (SvKTR)

## Svenska rasklubbar med ansvar för mer än en ras
- Klubben för Gårds- och Boskapsvaktare (KGBV)
- Svenska Laikaklubben
- Urcanis - Svenska Urhundklubben
- Svenska Luzernerringen